# 中島和広
中島和広（1975年12月9日 - ）は、日本のお笑い芸人（ピン芸人）。
神奈川県出身。プロダクションHIT所属。

## 来歴
1997年、専門学校時代のクラスメートと、専門学校卒業後に、お笑いコンビデンシレンジを結成。同年、芸人デビュー。
2000年、解散。2003年、当時のバイト仲間と、お笑いコンビ『冨里中島』を結成。同年、解散。
2008年、お笑いコンビデンシレンジ再結成。2011年、再び解散。
現在は、ピンをベースに活動しつつ、複数のユニットコンビを組み活動もしている。また、司会業としてのライブ出演も多い。

## 人物
初漫才は、高校の文化祭の出し物で、クラスメートと漫才を披露。
イラスト系のデザイン学校出身なので、イラストネタに定評がある。
ゲーム雑誌主催の、ダービースタリオン全国大会で二位になった事がある。
見た目がまじめな公務員風であることから、「公務員中島」「なかじまじめ」と呼ばれることもある。

## 芸風
ピン芸を基本にしているが、ユニットコンビを組む事も多い。
その為、ピン芸・コンビ芸を問わず、漫才・コント・漫談・フリップネタ・音源ネタなど、様々なジャンルの笑いの形を演じている。
また、ユニットコンビではツッコミを担当することもある。
大喜利を得意とし、大喜利大会の優勝歴もある。

## 出演

### テレビ
- テレ遊びパフォー!（NHK）
- ブラマヨ衝撃ファイル 世界のコワ～イ女たち（TBS）
- バス☆キャバツーリスト（千葉テレビ）
- 田代まさしのいらっしゃいマーシー（MONDO21）

### ラジオ
- 赤坂お笑いDOJO（TBSラジオ）
- 高橋克実と山瀬まみ おしゃべりキャッチミー（ニッポン放送）

### ライブ
- お笑いLIVE『ガチャ!!』二代目MC
- お笑いライブ『スピン』
- ネットテレビ『ニコニコ笑イブ』 https://com.nicovideo.jp/community/co462721 初代MC
- ネットテレビ『朝までニコpa』
- ネットテレビ『いしトーク』